# Real Republicans FC (Ghana)
|  | No s'ha de confondre amb Real Republicans FC. |

El Real Republicans Football Club fou un club de futbol de la ciutat d'Accra, Ghana.
El club existí entre 1956 i 1966, any en què es dissolgué.

## Palmarès
- Lliga ghanesa de futbol: [4]
  - 1963

- Copa ghanesa de futbol: [5]
  - 1962, 1963, 1964, 1965